# Regent's Canal
Regent's Canal er en kanal der ligger i det centrale London, England. Den forbinder Paddington Arm fra Grand Union Canal, omkring 500 m nordvest for Paddington Basin mod vest, til Limehouse Basin og Themsen i det østlige London. Kanalen er 13,8 km lang.